# 한경
한경(중국어: 韩庚, 병음: Hán Gēng, 1984년 2월 9일~ )은 중국의 가수 겸 배우이다.

## 활동

### 데뷔 이전
한경은 1984년 2월 9일에 중국 무단장에서 태어났으며 나나이족 출신이다. 나나이족은 중국의 56개 민족 가운데 인구가 2번째로 적은 민족이다.
중국 소수 민족 무용대회 2위 수상 경력이 있으며, 2001년에 SM 엔터테인먼트가 중국에서 주최한 H.O.T. CHina 오디션에서 발탁되었다. 이 오디션의 경쟁률은 3000:1이었다. 한경은 SM과 1년 뒤 계약을 맺었지만 그가 노래와 춤을 지도받으러 대한민국으로 온 것은 2003년에서였다. 그때부터 다른 연습생들과 함께 하는 수업에 들어가게 되었다.
2005년 2월 6일 SM엔터테인먼트는 한경을 슈퍼주니어의 공식 멤버로 발탁하였다. 이로써 한경은 슈퍼주니어의 유일한 중국인 멤버이자 한국에서 처음으로 데뷔한 순수 외국인 가수가 되었다. 발탁 3개월 뒤 한경은 2005년 5월 디자이너 최범석의 패션쇼 "F/W General idea by Bum SuK"에서 모델로 등장하였다.

### 공식 데뷔와 활동
2005년 11월 6일 한경은 《SBS 인기가요》에서 슈퍼주니어로 데뷔하였다.
한국의 첫 외국인 가수로서 한경은 방송 출연 비자인 E-6이 있었다. 출입국관리사무소는 연예인의 프로모션 행위와 방송 출연에 관련하여 엄격한 법률을 적용하고 있어서 한경은 2008년까지 KBS와 SBS에만 출연했다.
비자의 어려움에도 그는 토크쇼 프로그램에 자주 나왔던 멤버이기도 하다. 여러 프로그램에서 활동하게 된 한경의 인기는 해외로도 알려지게 되었다. 한국과 중화권 이외에도 한경은 동남아시아 등에서도 인기 있는 멤버이다. 중화권의 3개 토크쇼에 출연하면서 그는 한국 아이돌 가수로서는 처음 이들 쇼에 출연한 연예인이 되었다.
또한 한경은 중국 베이징에서 열린 2008년 하계 올림픽의 성화 봉송 주자 가운데 한 명으로 발탁되었으며 슈퍼주니어의 중화권 유닛 슈퍼주니어-M으로 시원, 조미, 동해, 려욱, 규현, 헨리와 함께 활동하기도 하였다.

## 학력
- 중앙민족대학교 무용과 학사

## 참여 작품

### 음반
- 슈퍼주니어
  - 슈퍼주니어-M

### 영화
- 2007년 꽃미남 연쇄 테러사건
- 2011년 건당위업
- 2011년 국부 손중산
- 2011년 제일대총통
- 2011년 대무생
- 2013년 쾌락도가
- 2013년 우리가 잃어버린 청춘 린 징 역
- 2014년 전임공략 멩 윤 역
- 2014년 유일천
- 2014년 트랜스포머4
- 2014년 타이거 마운틴
- 2014년 하유교목 아망천당 탕 샤오텐 역
- 2015년 만물생장
- 2015년 로메르를 찾아서
- 2016년 서유기 3 지존보 역
- 2018년 더 그레이트 디텍티브
- 2018년 해커스 게임
- 2019년 넉아웃
- 2021년 진삼국무쌍 - 관우 역

### TV 방송
- 2005년 MBC 청춘시트콤 《레인보우 로망스》 카메오 출연
- 2007년 KBS2 추석특집 《미남들의 수다》 중국 패널로 출연
- 2008년 중국중앙텔레비전 해돈제일극장 《청춘무대》
- 2019년 장쑤 위성 텔레비전 행복극장 《환몰애구》 천지옹 역

### MV
- 2005년 슈퍼주니어 'twins'
- 2006년 장리인 Timeless
- 2008년 장리인 1집 수록곡‘성원(星願.I will)’과 ‘연인이여’
- 2009년 슈퍼주니어 'Sorry, Sorry'

## 그 외
- SM 중국 오디션 프로그램 'H.O.T. China'를 통해 Casting
- 2005년 중국 소수 민족 무용대회 2위
- 2005년 패션쇼 F/W General idea by Bum Suk
- 2008년 베이징올림픽 성화봉송 주자

## 수상 내역
- 2010년 MMH 중국 대륙 최고 인기가수상
- 2011년 화정상 기대주상
- 2011년 제11회 음악풍운방 최고남자 가수상
- 2012년 MTV 유럽 뮤직 어워드 월드와이드 액트상
- 2013년 제26회 니켈로디언 키즈 초이스 어워드 최고의 아시안액터상

## 사건

### SM ENT 전속계약 해지 소송 가처분 신청
2009년 12월 22일에 한경은 동방신기의 영웅재중, 믹키유천, 시아준수에 이어 대한민국 법무법인 한결을 통해 소속사 SM엔터테인먼트를 상대로 전속계약 효력 부존재 가처분 신청을 제기했다. 한경은 개인 활동에 제약을 받았고 SM과 활동 방식이 맞지 않다며 계약해지를 요구한 것으로 알려졌다. SM은 구체적 사안을 확인 중이며 확인 결과에 따라 입장을 정리하겠다고 밝혔다. 한경은 이 사건 후로 슈퍼주니어 무대에 모습을 드러내지 않았으며, 중국에서 가수와 배우 활동을 병행하고 있다. 2010년 12월 21일에는 서울중앙지법 민사합의 30부에서 통해 전속계약 효력 부존재확인 소송에서 원고 승소 판결을 내렸다.1심 재판부는 한경의 전속계약 기간 13년이면 오는 2018년까지이라고 이것은 노예계약으로 간주되며 SM이 우월한 지위를 이용해 부당한 지배력을 행사하고 한경에게는 지나치게 적은 반대급부나 부당한 부담을 지워 경제적인 자유와 기본권을 과도하게 침해되어 해당 계약은 선량한 사회풍속에 위반하는 사항을 주된 내용으로 하는 법률행위이므로 한경과 SM와의 전속계약은 당연히 무효라고 전했다. 반면 SM엔터테인먼트는 1심에 대한 인정을 할 수 없다는 이유로 1심에서 패소를 불복하여 항소심을 준비한다고 했지만 그러나 한경은 항소심 하는 대신에 합의를 하고 싶다며 제안했고 서울고등법원에서 SM와의 전속계약 무효소송은 취하했다. 지난 2011년 9월 마침내 1년 9개월간의 소송은 양측 합의로 종지부를 찍었다. SM엔터테인먼트 관계자는 한경은 SM ENT와의 전속계약을 인정하고 취소를 하고 이어서 향후 한경의 활동 계획에 대해선 당분간 중화권에서 특화된 활동을 펼칠 예정이라고 말했다. 이는 한경은 슈퍼주니어와의 활동은 중단하고 별도로 중화권에서 독자적 활동을 한다고 풀이된다.
한경의 계약 해지 소송은 연예인들의 불공정 계약 문제가 수면에 오르게 된 계기가 됐다. 이후 동방신기 3인도 소송이 종결되면서 이들도 SM과 결별함에 따라 SM 소속 연예인들의 계약 기간이 대중들에게도 노출돼 다시금 화제가 되기도 했다. 소녀시대의 태연과 윤아의 경우는 계약 기간이 거의 10년이나 되는 것으로 알려져 부담을 느낀 SM이 이들과도 계약을 다시 했다는 얘기도 있다.

## 근황
한경은 SM ENT과의 결별하고 팀에서 탈퇴 이후에도 계속 한국을 비방하거나 타이완 방송에 나와 진행자들과 함께 한국을 비난하는 등의 발언이 한국에 속속 알려지면서 동정론은 거의 사그라들었다. 이 방송에서 한국 활동 중 거의 정신병에 걸릴 뻔했으며, 한국의 연예인들은 자살률이 높다는 등 한국 연예계에 대해 부정적으로 묘사했다고 알려져 있지만 실제로 해당 내용을 직접 보면 힘들었다고 한 이야기는 맞지만 자살 얘기는 한경 본인이 한 게 아니라 진행자가 한 얘기인데, 이것도 다소 왜곡되어서 알려진 것이다. 특히 한국을 비하했다는 얘기는 전혀 근거 없는 사실 무근이며, 오히려 데뷔 초반에 최초의 외국인 K-pop 가수로서 회사와 동료들이 많이 도와줬단 얘기도 했다. 또한 한경이 활동하던 당시엔 열악했던 국내 방송 환경이나 SM의 부실한 관리 등 여러모로 이유가 있었고, 그로부터 7년 후 특히 SM ENT에서 연이어 비극적 사건이 일어났다. 2017년 12월 샤이니 종현이 세상을 떠나고 그로부터 2년 후에는 2019년 10월 걸그룹 f(x) 출신 배우 설리의 사망 사건을 생각해 보면 거의 미래를 예언한 듯한 정도이다. 심지어 f(x),
슈퍼주니어, 동방신기, 소녀시대, EXO,의 일부 멤버들의 잇따른 구설수으로 인해 이탈도 있었다.
2013년 말 2014년에 있을 우주 여행을 위해 미국 항공우주국(NASA)에서 우주 훈련을 받았다. 중국 일반인 중 최초로 우주 여행 자격을 공인받았다고 한다.
SM ENT에서 나온 뒤 중화권에서 인기 스타로 등극했다. 한경은 중국 최대 연예 기획사 위에화 엔터테인먼트의 지원으로 중국 최고 스타로 성장했다. 실제로 솔로 1집 앨범은 100만 장이 넘는 판매고를 올렸으며, 한경이 주연으로 출연한 영화 '우리가 잃어버린 청춘'은 중국 흥행 수익 7억 위안의 수입을 올렸다. 한경은 위에화의 주주 자격으로 직접 경영에 관여할 정도로 영향력을 인정받고 있다.
'로메르를 찾아서'라는 영화에서 동성애 연기를 시도했는데, 이 작품이 2015년 중국에서 사상 최초로 정식 개봉 허가를 받게 될 지도 모른다는 추측으로 화제가 되기도 했다. 검열이 심한 중국이 개방적으로 변화할 것인가 해외에서도 관심을 갖고 보도했지만, 결국 중국 측에서 개봉을 불허하면서 2015년 부산국제영화제에 상영 예정이었지만 취소됐다.
2017년 개봉한 중국 영화 '전임 3: 재견전임'에도 출연하였다.
2018년 2월 웨이보 계정을 통해 홍콩계 미국인 배우 설리나 제이드와의 연애 사실을 공개하였고, 2019년 결혼하였다. 결혼식은 12월 31일 뉴질랜드에서 이루어졌다.